# Oabius paiutus
Oabius paiutus är en mångfotingart som beskrevs av Chamberlin 1925. Oabius paiutus ingår i släktet Oabius och familjen stenkrypare. Inga underarter finns listade i Catalogue of Life.